# Caroline Ansell

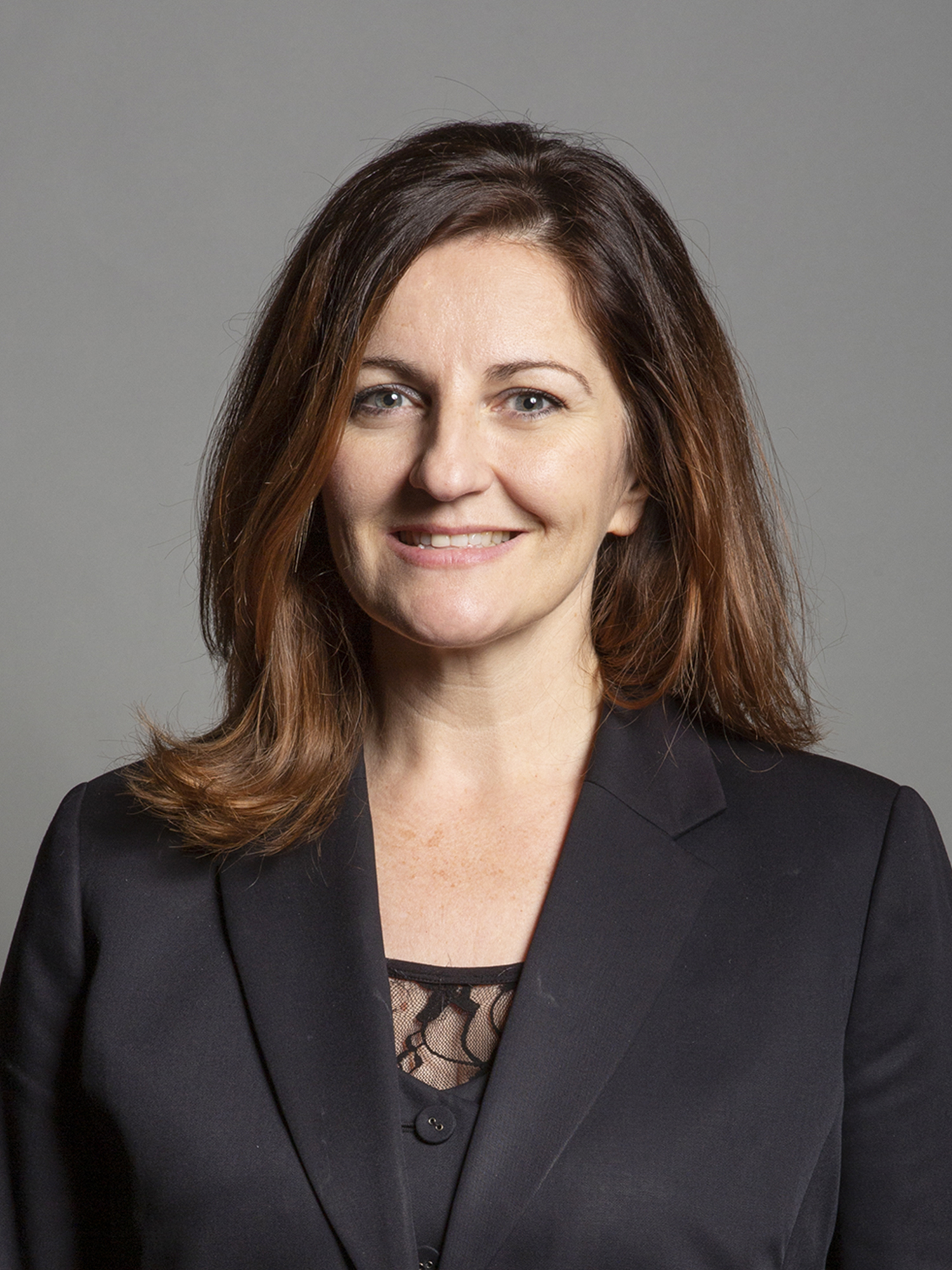
Retrato oficial de Caroline Ansell.

Caroline Julie Porte Ansell (nascida em 12 de janeiro de 1971) é uma política do Partido Conservador no Reino Unido. Ela é membro do Parlamento (MP) por Eastbourne desde as eleições gerais de 2019. Ela foi eleita pela primeira vez como MP por Eastbourne nas eleições gerais de 2015, mas foi derrotada nas eleições de 2017. Nos seus primeiros dois anos na Câmara dos Comuns, ela foi influente na luta contra as questões da imigração em nome de alguns constituintes e contra a pornografia de vingança.
Ansell serviu como conselheira local para Meads Ward no Eastbourne Borough Council de 2012 a 2015 e tornou-se vice-líder da oposição com o portfólio paralelo para a comunidade, incluindo habitação.